# Astana Open 2021
L'Astana Open è un torneo di tennis giocato nei campi in cemento al coperto. È stata la seconda edizione del torneo, facente parte della categoria ATP Tour 250 nell'ambito dell'ATP Tour 2021, e la prima edizione WTA dell'evento facente parte della categoria WTA Tour 250 nell'ambito del WTA Tour 2021. Il torneo si è disputato al National Tennis Centre di Nur-Sultan, in Kazakistan, dal 20 al 26 settembre 2021 per la categoria maschile e dal 27 settembre al 3 ottobre nel femminile.

## Partecipanti al singolare maschile

### Teste di serie
| Nazionalità | Giocatore        | Ranking* | Testa di serie |
| ----------- | ---------------- | -------- | -------------- |
| Russia      | Aslan Karacev    | 25       | 1              |
| Kazakistan  | Aleksandr Bublik | 34       | 2              |
| Serbia      | Dušan Lajović    | 36       | 3              |
| Serbia      | Filip Krajinović | 37       | 4              |
| Australia   | John Millman     | 43       | 5              |
| Francia     | Benoît Paire     | 48       | 6              |
| Serbia      | Laslo Đere       | 50       | 7              |
| Bielorussia | Il'ja Ivaška     | 53       | 8              |

* Ranking al 13 settembre 2021.

### Altri partecipanti
I seguenti giocatori hanno ricevuto una wild card per il tabellone principale:
- Michail Kukuškin
- Timofej Skatov
- Fernando Verdasco

I seguenti giocatori sono passati dalle qualificazioni:

- Evgenij Donskoj
- Marc Polmans
- Dmitrij Popko
- Elias Ymer

### Ritiri
Prima del torneo
- Cristian Garín → sostituito da  Ričardas Berankis
- Adrian Mannarino → sostituito da  Daniel Elahi Galán
- Mackenzie McDonald → sostituito da  Carlos Taberner

## Partecipanti al doppio maschile
| Nazione    | Giocatore         | Nazione    | Giocatore            | Ranking* | Testa di serie |
| ---------- | ----------------- | ---------- | -------------------- | -------- | -------------- |
| Messico    | Santiago González | Argentina  | Andrés Molteni       | 112      | 1              |
| Kazakistan | Andrej Golubev    | Kazakistan | Oleksandr Nedovjesov | 117      | 2              |
| Brasile    | Marcelo Demoliner | Brasile    | Rafael Matos         | 126      | 3              |
| Svezia     | André Göransson   | Italia     | Andrea Vavassori     | 143      | 4              |

* Ranking al 13 settembre 2021.

### Altri partecipanti
Le seguenti coppie hanno ricevuto una wild card per il tabellone principale:
- Aleksandr Bublik /  Daniil Golubev
- Dmitrij Popko /  Timofej Skatov

### Ritiri
Prima del torneo
- Nathaniel Lammons /  Mackenzie McDonald → sostituito da  Andre Begemann /  Nathaniel Lammons

## Partecipanti al singolare femminile

### Teste di serie
| Nazionalità | Giocatore           | Ranking* | Testa di serie |
| ----------- | ------------------- | -------- | -------------- |
| Kazakistan  | Julija Putinceva    | 49       | 1              |
| Belgio      | Alison Van Uytvanck | 55       | 2              |
| Francia     | Kristina Mladenovic | 65       | 3              |
| Belgio      | Greet Minnen        | 75       | 4              |
| Croazia     | Ana Konjuh          | 77       | 5              |
| Svezia      | Rebecca Peterson    | 78       | 6              |
| Russia      | Varvara Gračëva     | 82       | 7              |
| Francia     | Clara Burel         | 91       | 8              |

* Ranking al 20 settembre 2021.

### Altri partecipanti
Le seguenti giocatrici hanno ricevuto una wild card per il tabellone principale:
- Anna Danilina
- Jibek Kulambaeva
- Anastasija Potapova

Le seguenti giocatrici sono entrate con il ranking protetto
- Vitalija D'jačenko
- Vera Lapko
- Mandy Minella

Le seguenti giocatrici sono passate dalle qualificazioni:

- Katie Boulter
- Julija Hatouka
- Aleksandra Krunić
- Lesja Curenko
- Natal'ja Vichljanceva
- Anastasija Zakharova

### Ritiri
Prima del torneo
- Irina-Camelia Begu → sostituita da  Ekaterine Gorgodze
- Polona Hercog → sostituita da  Jaqueline Cristian
- Nao Hibino → sostituita da  Vitalia Diatchenko
- Anhelina Kalinina → sostituita da  Stefanie Vögele
- Nuria Párrizas Díaz → sostituita da  Mandy Minella
- Liudmila Samsonova → sostituita da  Jule Niemeier
- Anna Karolína Schmiedlová → sostituita da  Kristýna Plíšková
- Nina Stojanović → sostituita da  Anna-Lena Friedsam
- Clara Tauson → sostituita da  Lesley Pattinama Kerkhove
- Vera Zvonareva → sostituita da  Vera Lapko

## Partecipanti al doppio femminile
| Nazione  | Giocatore          | Nazione    | Giocatore            | Ranking* | Testa di serie |
| -------- | ------------------ | ---------- | -------------------- | -------- | -------------- |
| Belgio   | Greet Minnen       | Belgio     | Alison Van Uytvanck  | 138      | 1              |
| Russia   | Anna Blinkova      | Kazakistan | Anna Danilina        | 149      | 2              |
| Germania | Anna-Lena Friedsam | Romania    | Monica Niculescu     | 160      | 3              |
| Belgio   | Vivian Heisen      | Belgio     | Kimberley Zimmermann | 210      | 4              |

* Ranking al 20 settembre 2021.

## Campioni

### Singolare maschile
Kwon Soon-woo ha sconfitto in finale  James Duckworth con il punteggio di 7-6(6), 6-3.
- È il primo titolo in carriera per Kwon.

### Singolare femminile
Alison Van Uytvanck ha sconfitto in finale  Julija Putinceva con il punteggio di 1-6, 6-4, 6-3.

### Doppio maschile
Santiago González /  Andrés Molteni hanno sconfitto in finale  Jonathan Erlich /  Andrėj Vasileŭski con il punteggio di 6-1, 6-2.

### Doppio femminile
Anna-Lena Friedsam /  Monica Niculescu hanno sconfitto in finale  Angelina Gabueva /  Anastasija Zakharova con il punteggio di 6-2, 4-6, [10-5]